# ثارالله (مجموعه تلویزیونی)
ثارالله (با نام قبلی: امام حسین) یک مجموعه تلویزیونی متوقف شده به کارگردانی شهریار بحرانی، نویسندگی مجتبی فراورده عبدالحمید قدیریان و شهریار بحرانی و تهیه‌کنندگی محسن علی اکبری است. داستان این مجموعه از حرکت حسین بن علی از مکه به سمت کربلا آغاز می‌شد و بعد از واقعه عاشورا به پایان می‌رسید. در طی مسیر حرکت وی با شخصیت‌های گوناگونی دیدار کرده و برخی به وی ملحق می‌شدند.

## بازیگران
ده بازیگر اصلی این مجموعه عبارت بودند از : 
- جمشید مشایخی در نقش «هانی بن عروه»
- محمدعلی کشاورز در نقش «معاویه»
- شهرام حقیقت‌دوست در نقش «یزید»
- عنایت‌الله بخشی در نقش «عمر سعد»
- قاسم زارع
- اکبر عبدی در نقش «ولید»
- رؤیا تیموریان در نقش «ام‌البنین»
- جعفر دهقان در نقش «حر بن ریاحی»
- مهدی فقیه در نقش «غلام حسین بن علی»
- فرخ نعمتی در نقش «جناده انصاری»
- جهانگیر الماسی در نقش «شبیه‌خوان حسین بن علی»

## تولید
این مجموعه قرار بود در ۳۰ قسمت تهیه شود. این مجموعه بودجه‌ای یک میلیارد تومانی داشت و در سال ۱۳۸۱ در لوکیشن‌هایی حوالی یزد کلید خورد. بعد از گذشت چهار ماه از آغاز فیلمبرداری و در شرایطی که حدود ۱۰۰ دقیقه مفید هم از فیلم گرفته شده بود پروژه تعطیل شد.

## توقف و لغو
مهدی فقیه از بازیگران اصلی سریال درباره دلایل توقیف آن گفت: «همه از تعطیلی کار تعجب کردند. من نقش جون، غلام امام حسین(ع) را داشتم. کار خوبی می‌شد. آقای علی نصیریان هم وقتی کار تعطیل شد ناراحت شدند و می‌گفتند یک کار خوب در این مملکت انجام نمی‌شود. همه ناراحت بودیم چون کار خوبی در قالب مذهبی و قرآنی و زندگی امامان داشت انجام می‌شد. ابتدا وقتی سریالی بود، به نام امام حسین(ع) بود که بعدا ثارالله شد تا فیلمش را بسازند. دوباره گریم شدیم، آماده شدیم و آقای سعید ملکان آمدند و گریم کردند و قرار بود شروع کنند که باز متوقف شد. توقف سریال به شبکه اول مربوط است، اما فیلم سینمایی هم اجازه ندادند ساخته شود. دلیل را نمی‌دانم. برای ما علامت سوال است.»
علی اکبری در گفت‌وگو با تسنیم گفت: «نظر مراجع و علما بود که به زندگی ائمه‌اطهار مستقیم پرداخته نشود و این فتوا زمانی آمد که می‌خواستیم این سریال را کار کنیم و در ادامه راه ناتمام باقی ماند. قرار بود این سریال ۳۰ قسمتی شود و نزدیک به ۴۰ دقیقه فیلمبرداری مفید داشتیم. تمام سینمای ایران در این سریال حضور داشتند از استاد علی نصیریان و عنایت بخشی و جعفر دهقان گرفته تا بسیاری دیگر. وقتی کار متوقف شد همه ناراحت شدیم و بسیار هم پیگیری کردیم.»
جالب است در این سریال که بعد از ۸ ماه در زمان علی لاریجانی رئیس وقت سازمان صداوسیما (در بیابان‌های یزد و اسفندماه ۱۳۸۱) کلید خورد، بازیگرانِ بزرگی همچون محمدعلی کشاورز نقش معاویه را قرار بود بازی کنند. اما این سریال راهی به جایی نبرد و با تغییر رئیس سازمان و رفتن بودجه به سمتِ سریال «مختارنامه» و همین‌طور ساخت فیلم «ملک سلیمان» توسط شهریار بحرانی، پرونده‌ای نیمه مختومه پیدا کرد.